# Christine Kamp
Christine Kamp (Straatsburg, 1966) is een Nederlandse organiste en pianiste.

## Carrière
Ze studeerde orgel, piano en kerkmuziek aan zowel het Sweelinck Conservatorium in Amsterdam als het Utrechts Conservatorium. Haar docenten waren Ewald Kooiman en Jacques van Oortmerssen voor orgel en Ronald Brautigam en Thom Bollen voor piano. Ze volgde masterclasses bij György Sebök en Marie-Louise Jaquet-Langlais. 
In 1996 werd Christine Kamp aangesteld als vaste organist van het Bätz-orgel van de Grote of Sint-Laurenskerk in Weesp. Daarnaast heeft zij een internationale concertcarrière en maakt ze cd-opnamen. Zij is opgetreden op het Maarschalkerweerd-orgel van het Concertgebouw, het hoofdorgel van de Grote of Sint-Bavokerk in Haarlem van Müller en het Cavaillé-Coll-orgel van de Philharmonie Haarlem. Laatstgenoemd orgel bespeelde ze met Jos van der Kooy tijdens het feestconcert na de grondige restauratie op 6 februari 2006. Ze verzorgde daarbij met het toenmalige orkest Holland Symfonia onder Ermanno Florio de Nederlandse première van Pièce symphonique van Louis Vierne. De cd hiervan, de eerste opname ooit van dit in 1926 geschreven werk, is een onderdeel van de serie van Christine Kamp met Viernes orgeloeuvre op vier dubbel-cd's. Andere delen uit deze serie nam ze op met de orgels van de Abdijkerk van Saint-Ouen in Rouen en de Basilique Saint-Sernin de Toulouse. Christine Kamp maakte ook opnamen van orgelwerken van Franz Liszt, Joseph Rheinberger, Julius Reubke, Gustav Merkel, Sigfrid Karg-Elert en anderen.

## Onderscheidingen
- In 2002 werd Christine Kamp bekroond met de zilveren medaille van de Société Académique Arts-Sciences-Lettres.
- In 2008 kreeg ze de Weesper Cultuurprijs.